# Challenge de France féminin 2008/09
Der Wettbewerb um den Challenge de France féminin in der Saison 2008/09 war die achte Ausspielung des französischen Fußballpokals für Frauenmannschaften. Die Teilnahme war nur für die Frauschaften der ersten und zweiten Liga verpflichtend.
Titelverteidiger war Olympique Lyon, der in diesem Jahr aber schon in der Vorschlussrunde ausschied. Den Pokal gewann der HSC Montpellier, der sich bei seiner bereits vierten Endspielteilnahme zum dritten Mal durchsetzte. Mit den unterlegenen Finalistinnen von UC Le Mans stand zum ersten Mal überhaupt ein Zweitdivisionär im Finale des französischen Pokalwettbewerbs für Frauenteams.
Der Wettbewerb wurde nach dem klassischen Pokalmodus ausgetragen; das heißt insbesondere, dass die jeweiligen Spielpaarungen ohne Setzlisten oder eine leistungsmäßige beziehungsweise – ab dem Achtelfinale – regionale Vorsortierung der Vereine aus sämtlichen noch im Wettbewerb befindlichen Klubs ausgelost wurden und lediglich ein Spiel ausgetragen wurde, an dessen Ende ein Sieger feststehen musste (und sei es durch ein Elfmeterschießen – eine Verlängerung bei unentschiedenem Stand nach 90 Minuten war nicht vorgesehen), der sich dann für die nächste Runde qualifizierte, während der Verlierer ausschied. Auch das Heimrecht wurde für jede Begegnung durch das Los ermittelt – mit Ausnahme des Finales, das auf neutralem Platz an jährlich wechselnden Orten stattfand –, jedoch mit der Einschränkung, dass Klubs, die gegen eine mindestens zwei Ligastufen höher spielende Elf anzutreten haben, automatisch Heimrecht bekamen.
Nach Abschluss der von den regionalen Untergliederungen des Landesverbands FFF organisierten Qualifikationsrunden griffen im Sechzehntelfinale auch die zwölf Erstligisten in den Wettbewerb ein.

## Sechzehntelfinale
Spiele am 15. beziehungsweise 22. Februar, ein ausgefallenes Match am 1. März 2009. Die Vereine der beiden höchsten Ligen sind mit D1 bzw. D2 gekennzeichnet.
| - ASPTT Albi (D2) – HSC Montpellier (D1) 0:2 - AS Muret (D2) – FC Toulouse (D1) 0:5 - SC Tours Nord – Stade Saint-Brieuc (D1) 1:3 - Triangle d’Or Jura – FC Vendenheim (D1) 0:3 - Arras FA – Juvisy FCF (D1) 0:6 - USF Le Puy – Olympique Lyon (D1) 0:13 - US Gravelines (D2) – FF Issy 2:0 - SAS Épinal – US La Véore 1:3 | - ESOF La Roche (D2) – FCF Condé-sur-Noireau (D1) 0:5 - UC Le Mans (D2) – Paris Saint-Germain FC (D1) 1:1 (4:3 i. E.) - AS Montigny-le-Bretonneux (D2) – FCF Hénin-Beaumont (D1) 0:0 (4:1 i. E.) - CS Mars Bischheim (D2) – Racing Saint-Étienne (D1) 3:4 - FCF Nord-Allier Yzeure (D1) – AF Rodez (D2) 4:1 - FF Redessan Nîmes Métropole – ASJ Soyaux (D1) 1:2 - USCCO Compiègne (D2) – VGA Saint-Maur (D2) 1:1 (5:6 i. E.) - FC Tours (D2) – ASF Les Verchers (D2) 1:1 (2:4 i. E.) |

## Achtelfinale
Spiele am 15. März 2009
| - FC Toulouse (D1) – HSC Montpellier (D1) 2:6 - ASJ Soyaux (D1) – Juvisy FCF (D1) 1:3 - VGA Saint-Maur (D2) – Olympique Lyon (D1) 0:8 - US La Véore – Racing Saint-Étienne (D1) 1:2 | - FC Vendenheim (D1) – FCF Nord-Allier Yzeure (D1) 0:3 - ASF Les Verchers (D2) – Stade Saint-Brieuc (D1) 0:1 - FCF Condé-sur-Noireau (D1) – AS Montigny-le-Bretonneux (D2) 3:2 - UC Le Mans (D2) – US Gravelines (D2) 1:1 (8:7 i. E.) |

## Viertelfinale
Spiele am 29. März, eine an diesem Termin ausgefallene Begegnung am 12. April 2009
| - Stade Saint-Brieuc (D1) – HSC Montpellier (D1) 0:1 - UC Le Mans (D2) – FCF Condé-sur-Noireau (D1) 2:1 | - FCF Nord-Allier Yzeure (D1) – Juvisy FCF (D1) 0:0 (2:4 i. E.) - Olympique Lyon (D1) – Racing Saint-Étienne (D1) 3:0 |

## Halbfinale
Spiele am 12. und 30. April 2009
| - UC Le Mans (D2) – Juvisy FCF (D1) 1:0 | - HSC Montpellier (D1) – Olympique Lyon (D1) 0:0 (4:3 i. E.) |

## Finale
Spiel am 5. Juni 2009 im Stade Gerland von Lyon vor 4.671 Zuschauern
- HSC Montpellier – UC Le Mans 3:1 (2:0)

### Aufstellungen
Montpellier: Céline Deville – Faustine Roux, Marion Torrent, Sabrina Viguier, Laura Agard (Claudia Orsini, 62.) – Léa Rubio, Nora Hamou Maamar, Charlotte Lozé, Élodie Ramos  (Marine De Sousa, 76.) – Hoda Lattaf (Floriane Piraud, 82.), Marie-Laure Delie
Trainerin: Sarah M’Barek
Le Mans: Laura Guilleux – Amélie Madiot, Sophie Lechat, Mélodie Coudray, Aurélie Travers (Angéline Sergent, 58.) – Céline Lenoir (Charlène Garry, 51.), Anne-Flore Simon, Cindy Dufeu, Murielle Pannier  – Laura Bourgouin (Marine Bourgouin, 86.), Hélène Plu
Trainer: Xavier Aubert
Schiedsrichterin: Noëlle Robin

### Tore
1:0 Delie (16.)

2:0 Viguier (38.)

3:0 Lozé (46.)

3:1 Dufeu (70.)